# Onthophagus platalea
Onthophagus platalea är en skalbaggsart som beskrevs av Gilbert John Arrow 1941. Onthophagus platalea ingår i släktet Onthophagus och familjen bladhorningar. Inga underarter finns listade i Catalogue of Life.